# Chalcone chalcone
Chalcone chalcone är en fjärilsart som beskrevs av William Schaus 1902. Chalcone chalcone ingår i släktet Chalcone och familjen tjockhuvuden. Inga underarter finns listade i Catalogue of Life.